# Aedophron postrosea
Aedophron postrosea là một loài bướm đêm trong họ Noctuidae.